# Лейпцигская книжная ярмарка
Лейпцигская книжная ярмарка (нем. Leipziger Buchmesse) — вторая по величине книжная выставка после Франкфуртской, одна из наиболее известных выставок в составе Лейпцигской ярмарки. Проходит ежегодно в середине марта.

## История ярмарки
Лейпцигская книжная ярмарка появилась в XVII веке. К XVIII веку Лейпциг превратился в центр книжной торговли Германии.
Ярмарка проводилась также в период Второй мировой войны, но её география тогда резко сократилась. Так в Лейпцигской ярмарке, прошедшей со 2 по 7 марта 1941 года, приняли участие СССР, Болгария, Италия, Германия, Турция, Швейцария, Иран, Испания, Югославия, Румыния, Словакия, Япония, а также оккупированные Германией Бельгия, Нидерланды, Дания и Норвегия. При этом на ярмарке 1941 года были представлены не только печатные издания. Третий секретарь посольства СССР в Германии Александр Капустин сообщал, что наибольший интерес обычные посетители выставки проявили к «коврам, мехам, винам, кондитерским изделиям и табаку». На советском стенде были представлены модели паровозов с плохой внешней отделкой и без указания технических характеристик.

## Современность
На ярмарке многочисленные издатели из Германии и других стран мира представляют литературу разного рода, школьные учебники, газеты и журналы, календари, художественные альбомы, аудиокниги. Одних только компаний, специализирующихся на выпуске детской литературы, на этом мероприятии можно насчитать около четырёхсот.
Посетители выставки могут не только приобрести книги и другую печатную продукцию, но и побывать на лекциях, дискуссиях, встретиться с писателями и художниками, увидеть церемонию награждения лучших издателей и авторов. Стоимость входного билета на все дни работы выставки, как правило, не превышает 20 евро. Книжная ярмарка традиционно проводится совместно с весенним литературным фестивалем «Лейпцигские чтения». Каждый год это событие собирает десятки тысяч поклонников художественного слова.